# Bernkastel-Wittlich
Bernkastel-Wittlich é um distrito (kreis ou landkreis) da Alemanha localizado no estado da Renânia-Palatinado.

## Subdivisões
| Cidade (livre): | Município (livre): |
| 1. Wittlich     | 1. Morbach         |

| Verbandsgemeinden | Verbandsgemeinden | Verbandsgemeinden |
| --- | --- | --- |
| - 1. Bernkastel-Kues 1. Bernkastel-Kues 2. Brauneberg 3. Burgen 4. Erden 5. Gornhausen 6. Graach an der Mosel 7. Hochscheid 8. Kesten 9. Kleinich 10. Kommen 11. Lieser 12. Lösnich 13. Longkamp 14. Maring-Noviand 15. Monzelfeld 16. Mülheim 17. Ürzig 18. Veldenz 19. Wintrich 20. Zeltingen-Rachtig - 2. Kröv-Bausendorf 1. Bausendorf 2. Bengel 3. Diefenbach 4. Flußbach 5. Hontheim 6. Kinderbeuern 7. Kinheim 8. Kröv 9. Reil 10. Willwerscheid | - 3. Manderscheid 1. Bettenfeld 2. Dierfeld 3. Eckfeld 4. Eisenschmitt 5. Gipperath 6. Greimerath 7. Großlittgen 8. Hasborn 9. Karl 10. Laufeld 11. Manderscheid 12. Meerfeld 13. Musweiler 14. Niederöfflingen 15. Niederscheidweiler 16. Oberöfflingen 17. Oberscheidweiler 18. Pantenburg 19. Schladt 20. Schwarzenborn 21. Wallscheid - 4. Neumagen-Dhron 1. Minheim 2. Neumagen-Dhron 3. Piesport 4. Trittenheim - 5. Thalfang am Erbeskopf 1. Berglicht 2. Breit 3. Büdlich 4. Burtscheid 5. Deuselbach 6. Dhronecken 7. Etgert 8. Gielert 9. Gräfendhron 10. Heidenburg 11. Hilscheid 12. Horath 13. Immert 14. Lückenburg 15. Malborn 16. Merschbach 17. Neunkirchen 18. Rorodt 19. Schönberg 20. Talling 21. Thalfang | - 6. Traben-Trarbach 1. Burg 2. Enkirch 3. Irmenach 4. Lötzbeuren 5. Starkenburg 6. Traben-Trarbach - 7. Wittlich-Land 1. Altrich 2. Arenrath 3. Bergweiler 4. Binsfeld 5. Bruch 6. Dierscheid 7. Dodenburg 8. Dreis 9. Esch 10. Gladbach 11. Heckenmünster 12. Heidweiler 13. Hetzerath 14. Hupperath 15. Klausen 16. Landscheid 17. Minderlittgen 18. Niersbach 19. Osann-Monzel 20. Platten 21. Plein 22. Rivenich 23. Salmtal 24. Sehlem |